# Amatörfilm
Amatörfilm är film skapad av amatörer, på sin fritid, utan att tjäna några pengar, ofta för att beses av vänner och familj. Amatörfilm kan även skickas in till TV-program såsom America's Funniest Home Videos, och laddas upp till Internet på till exempel Youtube. Ett exempel är Braxtanfilms Freddy vs Ghostbusters.